# Тейлор Дженкінс
Тейлор Веттер Дженкінс (англ. Taylor Vetter Jenkins; нар. 12 вересня 1984) — американський професійний баскетбольний тренер, який є головним тренером команди НБА «Мемфіс Ґріззліс».

## Життєпис
Дженкінс навчався в Техаській школі Святого Марка в Далласі. Він двічі був капітаном їхньої баскетбольної команди, де він грав на позиції низького форварда (6 футів 3 дюйма / 1,91 м). Він навчався у школі Уортона Пенсільванського університету, та отримав ступінь бакалавра економічних наук, зосереджуючись на управлінні та психології. Він не грав в коледжі у баскетбол.